# Стара гвардія Леніна (радіостанція)
«Стара гвардія Леніна» (рос. Старая гвардия Ленина) (Конкордія V) — одна з кількох таємних радіостанцій мережі нацистської пропаганди, яка почала діяти з початком вторгнення Німеччини до СРСР і спрямована на «ідеологічне роззброєння» радянських громадян.

## Короткий опис
Станція виконувала завдання захисту «старих ленінських принципів». Її політичний напрямок визначався Міністром пропаганди Німеччини Йозефом Геббельсом як «троцькістський».
«Припускалося, що німецька пропаганда, що ведеться від антисталінської опозиції, викличе новий вал репресій у Радянському Союзі, у тому числі й в органах державної безпеки. Також не виключалася можливість провокування в радянському тилу антиурядових виступів», — наголошуєють у дослідженні, присвяченому радіостанції.
Авторами передач та дикторами передач були член антирадянської емігрантської Національно-трудової спілки нового покоління (НТНСП, згодом — НТС) М. В. Тарновський, колишній співробітник газети «Известия» М. М. Мінчуков, полковники А. Г. Нерянін, Ю. М. Німан та А. Ф. Ванюшин, інженер С. П. Морозов і навіть Ернст Торглер і Карл Альбрехт. У передачах радіостанції часто наводилися витяги з ленінського «Листа до з'їзду», в якому, серед іншого, була критика генерального секретаря ЦК РКП(б) Йосипа Сталіна.
За загальноприйнятою класифікацією подібне мовлення відноситься до так званої «чорної» пропаганди — передачі політичним противникам інформаційних повідомлень, що виходять з анонімного чи хибного джерела. Бурхливе зростання фальшивих підпільних («чорних») радіостанцій, які ідентифікували себе з країною, на яку вели передачі, насправді діючи з ворожої території та під керівництвом противника, було викликано початком Другої світової війни.
Проти СРСР працювала ще одна станція групи «Конкордия» — «За Россию» (Конкордія G), яка виступала проти більшовиків з метою спровокувати міжнаціональні суперечки. Її очолював Алекс Бірк, який жив до 1938 року в Естонії.
Загальне керівництво російськими «чорними» радіостанціями було покладено на Тауберта і Янковську, які в 1918 році втікли з Росії.